# Kollweiler
Kollweiler est une municipalité de la Verbandsgemeinde Weilerbach, dans l'arrondissement de Kaiserslautern, en Rhénanie-Palatinat, dans l'ouest de l'Allemagne.

## Références

Localisation de Kollweiler dans la Verbandsgemeide et dans l'arrondissement

## Politique
|      | SPD | FWG | Total    |
| 2009 | 5   | 3   | 8 Sièges |
| 2004 | 5   | 3   | 8 Sièges |